# Double messieurs de tennis aux Jeux olympiques d'été de 1996
Résultats détaillés du double messieurs de tennis aux Jeux olympiques d'été d'Atlanta.

## Double messieurs

### Finales
|               | Date     | Nom et lieu du tournoi  | Dot. | Surf.      | Vainqueur                         | Finaliste                   | Score         |
| Finale        | 23/07/96 | Summer Olympics Atlanta | 0 $  | Dur (ext.) | Todd Woodbridge · Mark Woodforde  | Neil Broad · Tim Henman     | 6-4, 6-4, 6-2 |
| Petite finale | 23/07/96 | Summer Olympics Atlanta | 0 $  | Dur (ext.) | Marc-K. Goellner · David Prinosil | Jacco Eltingh Paul Haarhuis | 6-2, 7-5      |

## Source
- (en) [PDF] Document ITF : tous les tableaux détaillés de toutes les épreuves